# Tortita negra
La torta negra, tortita negra o cara sucia es una factura o dulce de sartén de origen argentino, también producida y muy consumida en España, así como en ciertas zonas de Colombia. Es de forma plana en su base y redondeada en los costados. Su masa es de harina, sal, mantequilla y leche, y está cubierta de azúcar negro, que adquiere al calentar el característico color, aún más oscuro, que les da nombre.

## Origen
Las recetas de las facturas viajaron junto con los panaderos que llegaron a la Argentina a finales del siglo XIX y principio del XX. Sin embargo, la torta negra es una creación genuinamente local.
Los panaderos del campo tomaron la costumbre de aprovechar la masa que les sobraba del pan del día confeccionando bollos. Para hacerlos más sabrosos, agregaron un poco de grasa en la masa y para amenizar su gusto salado, los cubrieron de azúcar negra (la más económica por entonces).

## Celebraciones
En la ciudad de Tapalqué se celebra la fiesta de la torta negra, en la cual se elaboran tortitas negras de gran tamaño. También ocurre en General Lavalle, un pueblo del interior de la Provincia de Buenos Aires, que hace un par de años festeja la tortita negra, de la mano de la panadería del pueblo, de los hermanos Latchuk.